# José Irízar
José Marcelino Yrízar Urbizu (Bilbao, 5 de octubre de 1882-Barcelona, 23 de marzo de 1935), más conocido como José Irízar, fue un futbolista español que jugó como defensa en el Athletic Club y el FC Barcelona. Aunque en la prensa deportiva siempre apareció como «Irizar», en sus actas de bautismo y de defunción su apellido aparece escrito con «y».

## Carrera

### Carrera de clubes
Nacido en Bilbao, comenzó su carrera en 1903 en el club de su ciudad natal, el Athletic Club. En la final de la Copa del Rey de fútbol 1904, el Athletic fue declarado ganador después de que su oponente, el Club Español de Madrid, no se presentara. Fue entonces pieza fundamental en el Athletic que alcanzó la final de la Copa del Rey tres temporadas consecutivas (1905-1907), aunque ambas con derrota ante el Madrid FC. Posteriormente fichó por el X Sporting Club, donde formó una gran dupla defensiva con Santiago Massana y el portero Pere Gibert, consiguiendo dos campeonatos de Cataluña en 1907 y 1908. En 1909, el club fue efectivamente relanzado como Club Deportivo Espanyol, y se convirtió en el primer capitán del equipo después de la refundación. Se mantuvo fiel al club hasta 1911, cuando sus constantes buenas actuaciones llamaron la atención del FC Barcelona, que lo fichó en 1911, debutando el 19 de noviembre en una victoria por 17-1 ante el Català.
Fue miembro del legendario equipo del Barcelona de principios de la década de 1910, que también incluía a jugadores como Paco Bru, Alfred Massana, Enrique Peris y Carlos Comamala, que ganó títulos consecutivos de la Copa del Rey en 1912 y 1913, ayudando a su equipo a mantener su portería a cero en la final de 1912 en una victoria por 2-0 sobre Sociedad Gimnástica. También ayudó al club catalán a ganar dos títulos de la Copa de los Pirineos en 1912 y 1913 y un Campeonato de Cataluña en 1912-13. Jugó en el Barcelona hasta 1914, cuando regresó al Athletic Club, donde se retiró en 1918.

### Carrera internacional
Como muchos otros jugadores del FC Barcelona de su época, jugó varios partidos con la selección catalana a principios de la década de 1910, siendo uno de los once futbolistas que disputaron el primer partido de la historia del equipo reconocido por la FIFA el 20 de febrero de 1912, que terminó con una derrota por 0-7 ante Francia.

## Vida personal
Irízar era hijo único de un matrimonio adinerado de Bilbao. Su condición le permitió el lujo y el prestigio de estudiar en Lovaina, Bélgica. Sin embargo, siendo jugador del Athletic, se enamoró de Ana, una joven de familia humilde que había emigrado a la capital vizcaína desde Herrera de Pisuerga, en Palencia, para educarse en Los Ángeles Custodios. Se casaron y al menos cuatro de los cinco hijos que tuvieron nacieron en Barcelona, donde Irizar jugó entre 1911 y 1914. De hecho, compañeros suyos en el Barcelona como Enrique Peris, Romà Forns o Manuel Amechazurra, solían llamarle «el padre» porque ya tenía hijos.
Irizar murió el 28 de marzo de 1935, a la edad de 52 años, y fue enterrado en el cementerio de Montjuïc. Su esposa Ana continuó viviendo en Barcelona, donde moriría casi 40 años después, en 1973.

## Honores

### Club
Athletic Club
- Copa del Rey:
  - Campeones (1): 1904
  - Subcampeón (3): 1905, 1906 y 1907

X Sporting Club
- Campeonato de Cataluña
  - Campeones (2): 1907 y 1908

Barcelona
- Campeonato de Cataluña
  - Campeones (1): 1912–13
- Copa del Rey:
  - Campeones (2): 1912 y 1913
- Copa de los Pirineos:
  - Campeones (2): 1912 y 1913